# Condición de la cadena ascendente
La condición de la cadena ascendente (ACC por sus siglas en inglés) y la condición de la cadena descendente (DCC) son propiedades de finitud satisfechas por algunas estructuras algebraicas, principalmente, ideales en ciertos anillos conmutativos. Estas condiciones jugaron un papel importante en el desarrollo de la teoría de la estructura de anillos conmutativos en los trabajos de David Hilbert, Emmy Noether, y Emil Artin. Las condiciones, por sí mismas, pueden ser formuladas de manera abstracta, de modo que sean aplicables a cualquier conjunto parcialmente ordenado. Este punto de vista es útil en la teoría de dimensión algebraica abstracta de Gabriel y Rentschler.

## Definición
| Un conjunto parcialmente ordenado (o poset) P se dice que satisface la condición de la cadena ascendente (ACC) si ninguna cadena ascendente de elementos puede prolongarse indefinidamente. Equivalentemente, dada cualquier secuencia de elementos de P {\displaystyle a_{1}\,\leq \,a_{2}\,\leq \,a_{3}\,\leq \,\cdots ,} existe un entero positivo n tal que {\displaystyle a_{n}=a_{n+1}=a_{n+2}=\cdots }. Análogamente, se dice que P satisface la condición de la cadena descendente (DCC) si toda cadena descendente tiene siempre un último elemento. O, equivalentemente, para cada secuencia descendente {\displaystyle \cdots \,\leq \,a_{3}\,\leq \,a_{2}\,\leq \,a_{1}} existe un entero positivo n tal que {\displaystyle a_{n}=a_{n+1}=a_{n+2}=\cdots }. |

### Comentarios
- Una condición sutilmente distinta y más fuerte que "no contiene cadenas ascendentes/descendentes infinitas" es "no contiene cadenas ascendentes/descendentes arbitrariamente largas (opcionalmente, basadas en 'un elemento dado')". Por ejemplo, la unión disjunta de los posets {0}, {0,1}, {0,1,2}, etc., satisface tanto la ACC como la DCC, pero contiene cadenas arbitrariamente largas. Si, consecuentemente, se identifica al 0 en todos estos conjuntos, entonces toda cadena es finita, pero habrá cadenas arbitrariamente largas basadas en 0.
- La condición de la cadena descendente sobre P es equivalente a una relación bien fundada sobre P: todo subconjunto no vacío de P tiene un elemento mínimo (también llamada condición minimal).
- Análogamente, la condición de la cadena ascendente es equivalente al converso de una relación bien fundada sobre P: todo subconjunto no vacío de P tiene un elemento máximo (también llamada condición maximal).
- Todo poset finito satisface tanto la ACC como la DCC.
- Un conjunto totalmente ordenado que satisface la condición de la cadena descendente se llama conjunto bien ordenado.